# Väinö Koskela
Väinö Koskela (Seppo Väinö Aleksanteri Koskela; * 31. März 1921 in Virolahti; † 10. September 2016 ebenda) war ein finnischer Langstreckenläufer.
1948 wurde er bei den Olympischen Spielen in London Siebter über 5000 m.
Bei den Leichtathletik-Europameisterschaften 1950 in Brüssel gewann er Bronze über 10.000 m. 1952 schied er bei den Olympischen Spielen in Helsinki über 5000 m im Vorlauf aus und kam über 10.000 m auf den 16. Platz.
Zweimal wurde er Finnischer Meister über 5000 m (1948, 1949) und einmal im Crosslauf auf der Kurzstrecke (1948).

## Persönliche Bestzeiten
- 5000 m: 14:13,2 min, 15. Juli 1949, Turku
- 10.000 m: 30:10,0 min, 24. Juli 1951, Helsinki